# Collado Mediano
Collado Mediano település Spanyolországban, Madrid tartományban. Collado Mediano Alpedrete, Guadarrama, Los Molinos, Cercedilla, Navacerrada, Becerril de la Sierra, Moralzarzal és Collado Villalba községekkel határos. Lakosainak száma 7547 fő (2024).

## Népesség
A település népessége az utóbbi években az alábbiak szerint változott:
| Lakosok száma | 4766 | 5638 | 6159 | 6473 | 6697 | 6780 | 6666 | 6958 | 7456 | 7547 |
|               | 2001 | 2004 | 2007 | 2009 | 2012 | 2014 | 2017 | 2019 | 2022 | 2024 |